# Hvozd (Góry Łużyckie)
Hvozd (niem. Hochwald, 749 m n.p.m.) – góra graniczna w masywie Gór Łużyckich w paśmie Sudetów Zachodnich, w Niemczech i Czechach.
Góra położona jest w zachodniej części Gór Łużyckich, w północno-zachodnich Czechach i południowo-wschodnich Niemczech, około 1,5 km na północny wschód od czeskiej miejscowości Krompach i na zachód od niemieckiej miejscowości Hain, na granicy czesko-niemieckiej, która przechodzi przez południowy wierzchołek góry. Góra to dawna wydłużona kopuła wulkaniczna, górna część góry zbudowana jest z trzeciorzędowego fonolitu zawierającego kryształy szklistego skalenia, który często rozpada się na duże płyty.

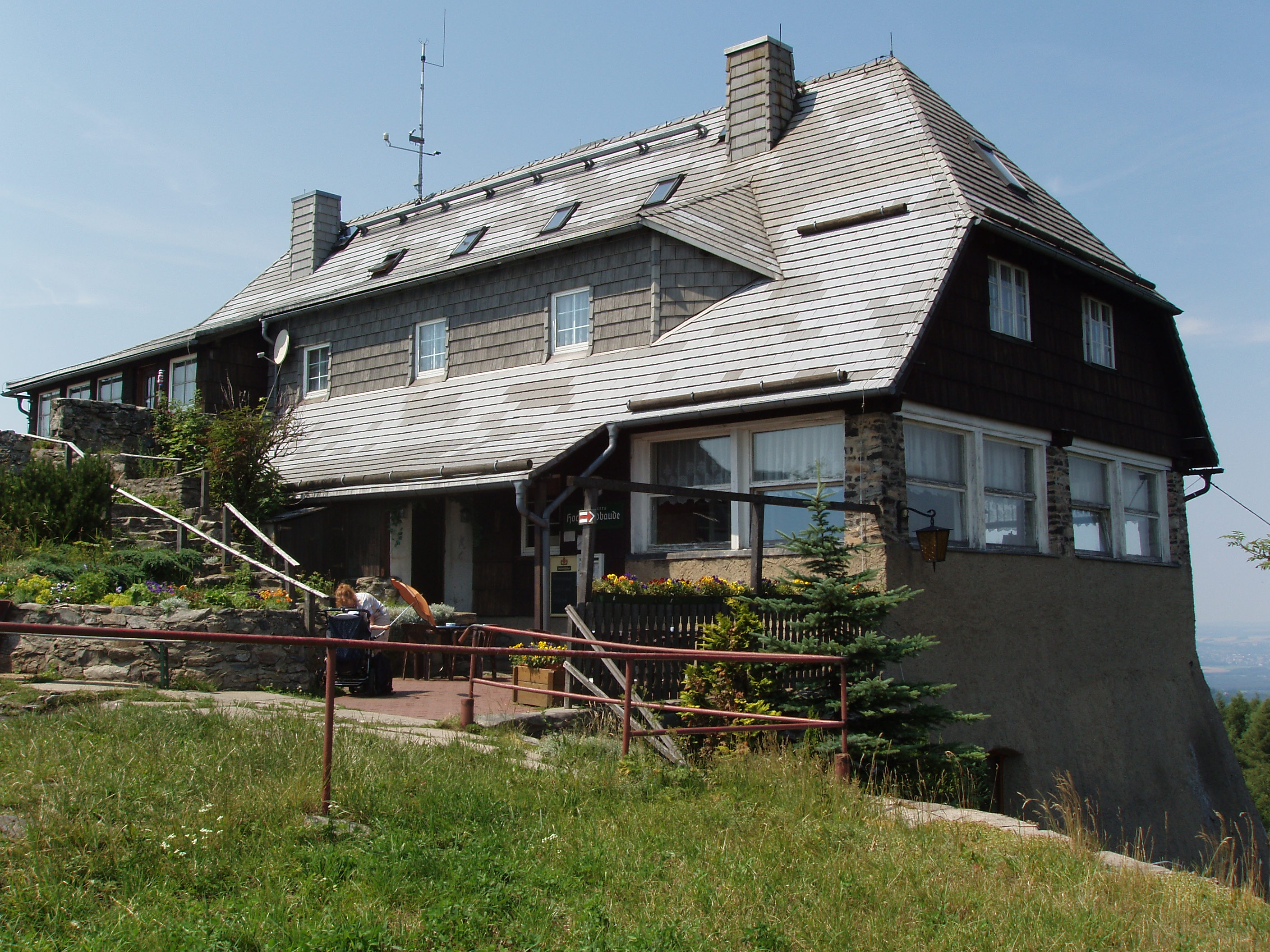
Na szczycie góry – schronisko górskie po niemieckiej stronie

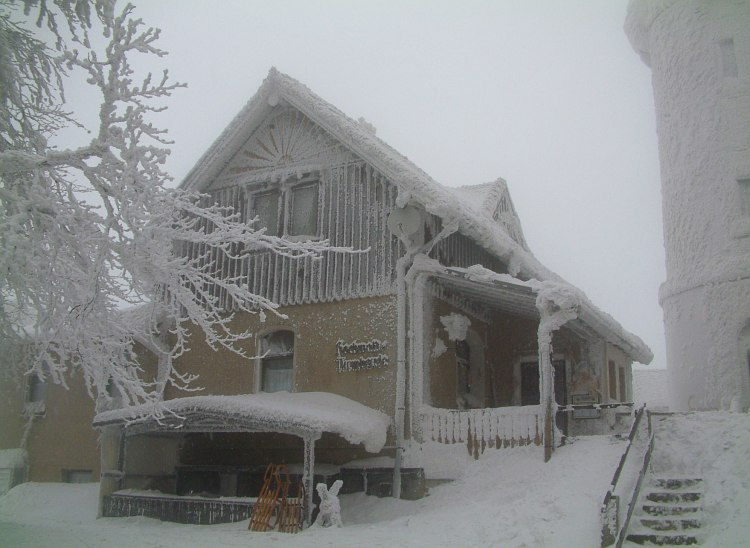
Północny wierzchołek góry z wieżą widokową

W dolnej jej część występuje twardy piaskowiec wieku górnokredowego. Najwybitniejszy szczyt w Górach Łużyckich o wyrazistym kopulastym kształcie i stromych zboczach z charakterystycznym dwuwierzchołkowym płaskim szczytem w kształcie małego grzbietu. Na południowym szczycie znajdują się górskie schronisko z restauracją na północnym szczycie znajduje się kamienna wieża widokowa oraz restauracja. Zbocze góry, skaliste, z występującym gołoborzem częściowo porośnięte lasem mieszanym z przewagą buka. U podnóża góry rozciągają się łąki i częściowo pola uprawne wśród których położone są czeskie miejscowości Krompach i Valy oraz niemiecka Hain. Na południowo-zachodnim stoku góry znajdują się wielkie kamieniołomy piaskowca.

## Historia
Pierwsze turystyczne wejścia na szczyt rozpoczęły się już w pierwszej połowie XVIII wieku. W roku 1787 mieszczanie żytawscy udostępnili szczyt od saskiej strony kamiennymi schodami, które częściowo używane są do dziś. W 1834 roku ustawiono na południowym widokowym wierzchołku krzyż. W 1853 roku Marx z Oybina, zbudował na południowym wierzchołku pierwszą gospodę, która spaliła w 1877 roku. Latem następnego roku zbudował po czeskiej stronie granicy nowy budynek. W 1879 roku Żytawskie Towarzystwo Przyrodnicze "Globus" zbudowało obok gospody dokładnie na granicy austriacko-niemieckiej 10-metrową drewnianą wieżę widokową. Na cześć żony władcy Saksonii wieżą nazwano Carolathurm "Wieża Karoliny". Usytuowanie chaty po czeskiej stronie granicy przysparzało właścicielom wiele problemów. W 1889 roku po stronie saskiej, kilka metrów dalej, wybudowano drugą restaurację, która również oferowała noclegi. W 1891 roku, kierownictwo towarzystwa "Globus" postanowiło zastąpić starą drewnianą wieżę wieżą kamienną. Ponieważ południowy wierzchołek Hvozdu był już całkowicie zabudowany, nową wieżę postanowiono postawić na drugim końcu grzbietu, gdzie dotychczas znajdował się tylko udostępniony taras widokowy. Budowa przebiegała szybko, gdyż wieża miała być ukończona, na jubileusz towarzystwa. Uroczyste otwarcie odbyło się 14 września 1892 r. Obok wieży wybudowano gospodę, oba obiekty były wyremontowane w latach 80. XX wieku i służą do dziś. Na południowym szczycie stały naprzeciw siebie dwie restauracje, aż do 1946 roku, do czasu pożaru, w którym spłonęła czeska, pozostały po niej tylko resztki piwnic. Niemiecka chata czynna jest do dziś.

## Dodatkowe informacje
- Nazwa góry pochodzi od gęstego wysokiego lasu bądź gęstych zarośli, które porastały górę i czyniły ją niedostępną.
- Wieża na Hvoździe jest bliźniaczką wieży na górze Jedlová. Są do siebie podobne co do wysokości, kształtu i materiału, z którego są zbudowane. Otwarcie wież odbyło się w tym samym dniu, lecz w innych latach. Wieża na Hvoździe jest o rok młodsza.
- W przeszłości na Hvoździe sprzedawano na pamiątkę "fiołkowe kamienie" – fonolitowe kamienie ze szczytu, porośnięte porostem i glonem, pachnące fiołkami.
- W czasach popularności loterii na szczycie znajdowała się stacja telegrafu optycznego, którym przekazywano wylosowane liczby z Żytawy do Pragi.
- Na granicy, na wschodnim zboczu, zachował się stary kamień graniczny z drogowskazami na Oybin i do leśniczówki Na šestce

## Turystyka
Na szczyt prowadzi droga oraz szlak turystyczny.
- czerwony – Europejski długodystansowy szlak pieszy E3.
- w pobliżu góry znajdują się dwa przejścia graniczne między Czechami a Niemcami w Krompachu i Petrovicích.
- Na szczycie na obu wierzchołkach znajdują się punkty widokowe, jeden na tarasie na południowym wierzchołku z pięknym widokiem na pobliskie wzniesienia Gór Łużyckich, Grzbietu Jesztiedzkiego, Ralské pahorkatiny i dalej położone Bezděz, Vlhošť i Ronov. Przy dobrej widoczności można zobaczyć Kozákov i Trosky oraz stożki Średniogórza Czeskiego z Milešovką. Drugi znajduje się na wieży widokowej na północnym wierzchołku z całą panoramą Gór Łużyckich i Żytawskich.